# Lycenchelys uschakovi
Lycenchelys uschakovi är en fiskart som beskrevs av Andriashev, 1958. Lycenchelys uschakovi ingår i släktet Lycenchelys och familjen tånglakefiskar. Inga underarter finns listade i Catalogue of Life.